# Шубарши (Уилский район)
Шубарши (каз. Шубарши) — село в Уилском районе Актюбинской области Казахстана. Входит в состав Коптогайского сельского округа. Код КАТО — 155243400.

## Население
В 1999 году население села составляло 429 человек (236 мужчин и 193 женщины). По данным переписи 2009 года, в селе проживали 332 человека (171 мужчина и 161 женщина).